# Кройц, Карл
Карл Кройц (нем. Karl Kreutz; 20 сентября 1909, Бромберг, Западная Пруссия — 27 июля 1997, Бонн) — штандартенфюрер СС, кавалер Рыцарского креста Железного креста с Дубовыми Листьями.

## Карьера
В начале 30-х годов вступил в НСДАП (№ 656236) и СС (№ 50559). С июля 1933 года зачислен в штабную охрану «Берлин», преобразованную через несколько месяцев в Лейбштандарт СС «Адольф Гитлер», где 8 марта 1935 года дослужился до командира взвода, а 9 ноября получил звание унтерштурмфюрера.
С июля 1939 командир батареи СС особого назначения. Участник Польской и Французской компаний.
20 апреля 1941 года становится командиром 4-го дивизиона тяжёлых орудий артиллерийского полка в составе дивизии СС «Рейх».
В период с марта 1943 по 18 апреля 1945 командир 2-го танкового артиллерийского полка СС.
В период с 20 по 29 января и с 13 апреля 1945 до конца войны командовал 2-й танковой дивизией СС «Рейх»
8 мая с остатками дивизии сдался в плен американским войскам. До 1948 года находился в плену. Переехал в Западную Германию.

## Награды
- Железный крест 2-го класса (2 октября 1939)
- Железный крест 1-го класса (30 июля 1940)
- Немецкий крест в золоте (15 декабря 1943)
- Рыцарский крест Железного креста (27 августа 1944)
  - с Дубовыми листьями (6 мая 1945)
- Медаль «За зимнюю кампанию на Востоке 1941/42» (3 августа 1942)
- За ранение (нагрудный знак)
  - в чёрном (27 мая 1940)
  - в серебре (1942)